# Lin Yu-ting
Lin Yu-ting (født 13. december 1995) er en taiwansk bokser.
Hun repræsenterede Kinesisk Taipei ved Sommer-OL 2020 i Tokyo, hvor hun blev elimineret i ottendedelsfinalen.
Ved sommer-OL 2024 i Paris vandt hun guld.